# Zerinváry Szilárd (jogász)
Vitéz Zerinváry Szilárd (szül. Zvarinyi Szilárd, Csomád, 1886. március 11. – Neureichenau (Németország), 1947. január 12.) jogász, politikus, költő. Zerinváry Szilárd csillagász, költő apja.

## Családja
Édesapja Zvarinyi János (1851–1913) evangélikus lelkész, édesanyja petroviczi Sexty Margit. Zerinváry Szilárd szülei harmadik gyermekeként született. Első felesége Halászi-Lovich Magdolna, házasságukból született 1915-ben Szilárd nevű fiúk, második felesége Haffner Renáta, gyermekeik Miklós, Zoltán és Gyöngyike. A Zvarinyi családot rokonság fűzte Petrovich István mészáros mesterhez, Petőfi édesapjához.

## Élete
A szarvasi evangélikus gimnáziumban végzett, majd jogi tanulmányokat folytatott a budapesti tudományegyetemen, doktorrá avatták, megszerezte a bírói és ügyvédi oklevelet.
Az I. világháborúban önkéntesként előbb 25 hónapot töltött az első vonalakban, majd a császári és királyi aradi 33. gyalogezred kiképzőtisztjeként az orosz és olasz fronton. Főhadnagyként szerelt le. Katonai érdemeiért nagyezüstöt, bronz vitézségi érmet, Károly-csapatkeresztet, sebesülései érmet, háborús emlékérmet és német háborús emlékérmet kapott.
A háború után a Bihar megyei Élesden helyezkedett el, mint bírósági jegyző. Amikor a román csapatok megszállták a területet, megtagadta a hűségesküt, elvesztette állását, ekkor az erdőigazgatásnál vállalt munkát napszámosként. Később már üzemvezető-helyettes ugyanitt. Mivel ellenforradalmi szervezkedésekben vett részt, kiutasították, és 1922-ben visszatért az akkori Magyarországra. 1924-ben Horthy Miklós vitézzé avatta, családi nevét ekkor magyarosította. 1926 tavaszától 1939 májusáig járásbíró Szarvason. Ebben az évben az általános választásokon a MÉP (Magyar Élet Pártja) jelöltjeként parlamenti mandátumot szerzett. Az igazságügyi és az összeférhetetlenségi bizottság tagja volt. Képviselői tevékenységéből adódó kiadásait saját vagyonából fedezte. 1944 októberében részt vett Szarvas védelmében, majd az utolsó percben, egy levente-csapattal (akiket a szovjet hadifogság elől akart megmenteni) elhagyta a várost, 1945 márciusában pedig Magyarországot is. Bajorországban telepedett le, és erdőmunkásként dolgozott. Utolsó, befejezetlen verseskötetét, a Magyar ének-et itt írta.
Irodalmárként célja az Alföldi Helikon megteremtése volt. Orosz Iván költő-újságíróval közösen szerkesztették a Magyar Vidék Könyvei sorozatot. Alapítója a Vajda Péter Társaságnak, tagja volt az Országos Gárdonyi Géza Társaságnak és a kaposvári Berzsenyi Társaságnak. Közreműködött a történelmi Magyarország közepét megjelölő emlékmű felállításában. A HONSz (Hadirokkantak, Hadiözvegyek, Hadiárvák Országos Nemzeti Szövetsége) tiszteletbeli elnökének választotta. Sportszervezői munkássága ugyancsak jelentős.
Versesköteteit Miklós Vitéz néven publikálta (eszményképére, Zrínyi Miklós hadvezér-költő-politikusra utalva).

## Megjelent kötetei
- Fehér tüzek (Békéscsaba, 1912)
- Nádzúgásos éjszakákon (Kaposvár, 1925)
- Magyar bánat (Szarvas, Müller Károlyné Könyvnyomda, 1929)
- Magyar ének (Cleveland, Árpád Könyvkiadó, 1985)

## Díjak, elismerések
- Árpád Aranyérem (posztumusz, 1966)